# José Bonet Solves
José Bonet Solves (Valencia, 18 de junio de 1955) es un matemático español especialista en análisis funcional y sus aplicaciones al análisis complejo y las ecuaciones en derivadas parciales.

## Biografía académica
José Bonet se licenció en Ciencias Matemáticas en la Universidad de Valencia en 1977. En 1980 presentó su tesis doctoral en esa Universidad bajo la dirección del Profesor Manuel Valdivia Ureña. Fue ayudante en la Universidad de Valencia de 1977 a 1983; entre 1983 y 1987 fue profesor Adjunto (luego Titular), en la Universidad Politécnica de Valencia. Desde 1987 hasta la actualidad es Catedrático de Universidad del Departamento de Matemática Aplicada de la Universidad Politécnica de Valencia. También fue Profesor Visitante en la Universidad de Paderborn (Alemania) en 1989 y en 2002. Fue becario de la Fundación Alexander Von Humboldt en Düsseldorf (1994), Paderborn (1995, 2008) y Eichstätt (2008,2013,2017); Alemania.
Ha sido director del Instituto Universitario de Matemática Pura y Aplicada de la Universidad Politécnica de Valencia desde 2004 hasta noviembre de 2016.
José Bonet ha sido Investigador Principal de varios proyectos de investigación del Ministerio de Educación desde 1988, acciones integradas hispano-alemanas e hispano-italianas y del Proyecto de Excelencia Prometeo de la Generalidad Valenciana (2008-2012), (2013-2016) y (2017-2021). También ha organizado varios congresos internacionales de análisis funcional.
Ha dirigido quince tesis doctorales.

## Publicaciones
- Coautor del libro “Barrelled Locally Convex Spaces” publicado por North-Holland en 1987.
- Coeditor de los libros “Progress in Functional Analysis” y “Recent Progress in Functional Analysis”, publicados por North-Holland en 1992 y 2002 respectivamente. *Coeditor del libro “Topics in Complex Analysis and Operator Theory” en American Mathematical Society 2012.
- Autor de más de 200 artículos de investigación publicados en revistas internacionales de matemáticas desde 1980, como Advances in Mathematics, Journal of Functional Analysis, Transactions of the American Mathematical Society, Journal of the London Mathematical Society, Mathematische Zeitschrift, Studia Mathematica, etc. La mayoría de estos artículos son en colaboración con investigadores de Alemania, Estados Unidos, Italia, Finlandia, Polonia, etc. Las publicaciones han recibido numerosas citas.
- Editor de las revistas RACSAM, Journal of Mathematical Analysis and Applications, Mediterranean Journal of Mathematics, Banach Journal of Mathematical Analysis y Functiones et Approximatio Commentarii Mathematici.

## Honores
- Miembro correspondiente de la Société Royale des Sciences de Liège,[4] Bélgica desde 1992.
- Miembro correspondiente de la Real Academia de Ciencias Exactas, Físicas y Naturales de Madrid desde 1994.
- Miembro numerario de la Real Academia de Ciencias Exactas, Físicas y Naturales de Madrid, electo desde 2005, y toma de posesión de la medalla número 4 el 23 de abril de 2008.
- Medalla de la Real Sociedad Matemática Española en 2016.[5]
- Presidente de la Sección de Ciencias Exactas de la Real Academia de Ciencias Exactas, Físicas y Naturales de 2018 a 2024.[6]
- Secretario General de la Real Academia de Ciencias Exactas Físicas y Naturales desde 2024.[7]

### Premios
- Primer Premio Nacional de Terminación de Estudios en Matemáticas del Ministerio de Educación y Ciencia en 1977.
- Premio Extraordinario de Licenciatura en Matemáticas de la Universidad de Valencia en 1978.
- Premio Extraordinario de Doctorado en Matemáticas de la Universidad de Valencia en 1980.